# Granja Walker-Klinner
La Granja Walker-Klinner es una granja y distrito histórico ubicado en Maplesville, Alabama, Estados Unidos.

## Descripción
Tiene una extensión de 1600 acre (647,5 ha). Los límites actuales de la granja se establecieron a mediados de la década de 1850. La casa de campo estilo Eastlake de dos pisos y medio fue construida en 1890. Otras estructuras que contribuyen incluyen la cerca del patio delantero (1927), el cobertizo de herramientas (1900), el gallinero (1900), el pesebre de maíz (1890), la casa del supervisor (1930), 4 casas de inquilinos (desde 1850-1910), el cobertizo (1900 ), tres graneros (desde 1870-1900), una bomba de agua (1900), un segundo gallinero (1900), el cementerio (siglo XIX), una tienda (finales del siglo XIX) y una casa dogtrot (siglo XIX). También hay 15 estructuras no contributivas en la propiedad.
La finca es importante por sus límites intactos de la finca de mediados del siglo XIX y por haber sido mantenida como una finca durante más de 135 años en el momento de su nominación al Registro Nacional. Fue agregado al Registro Nacional de Lugares Históricos el 15 de octubre de 1987.